# Institut du mentorat entrepreneurial
Pour les articles homonymes, voir IME.
L’Institut du mentorat entrepreneurial (IME) est un service créé par la Chambre de commerce et d'industrie de Paris en 2008 sur la base d'un système de mentorat des entrepreneurs mis en place au Québec. Il vise à accélérer et sécuriser la croissance des PME à fort potentiel de développement par le transfert d’expérience d’entrepreneur à entrepreneur. L'IME est présidé par Dominique Restino, par ailleurs vice-président de la chambre de commerce. En 2013, Fleur Pellerin et d'Arnaud Montebourg ont signé une charte pour étendre son déploiement à toute la France.

## Principe
Les PME représentent 99,8 % des entreprises du pays pour 55,2 % de la valeur ajoutée totale et plus de 9 millions de personnes travaillent dans plus de 2 millions de PME. En 2011, les entrepreneurs français classent la France au 19e rang des pays du G20 pour la capacité de leur pays à leur fournir un environnement favorable.
L’IME a pour objectif d’accélérer et sécuriser la croissance des PME en mettant leur dirigeant (mentoré) en relation avec des entrepreneurs chevronnés ayant à leur actif une réussite entrepreneuriale majeure (mentors) : c’est l’expérience de la croissance au service de la croissance. 
Loin de toute ingérence dans la gestion de l’entreprise de son mentoré, le mentor l’écoute avec bienveillance, lui pose des questions et l’aide à ouvrir son champ de réflexion. Finalement c’est le mentoré qui prend seul les décisions. Le  mentor n’a pas le droit d’investir dans l’entreprise de son mentoré pendant les deux années qui suivent la fin de la relation mentorale, évitant ainsi tout conflit d’intérêt.

### Engagements du Mentor
- entrepreneur propriétaire ou actionnaire significatif de sa propre entreprise
- est connu pour avoir traversé avec succès les différents caps de la croissance de son entreprise
- il n’est ni un « Coach », ni un « Conseil » : il s’agit d’un transfert d’expérience
- il est bénévole
- il s’engage à consacrer du temps à son  Mentoré
- il n’a pas le droit d’investir dans l’entreprise de son Mentoré pendant la période du mentorat et également pendant les deux années qui suivent la fin de la relation mentorale

### Caractéristiques du Mentoré
- propriétaire ou actionnaire majoritaire de son entreprise
- sélectionné par un « Comité d’admission »
- son entreprise doit :
  - exister depuis au moins 2 ans,
  - avoir un chiffre d'affaires supérieur à 1M€
  - avoir plus de 10 salariés
  - présenter un réel potentiel de développement

## Sélection
Les mentorés sont sélectionnés par un Comité d’admission (jury) composé de membres élus de la Chambre de commerce et d'industrie de région Paris - Île-de-France et de six partenaires : CDC Entreprises, Oséo, Ernst & Young, Réseau Entreprendre Paris, CroissancePlus et Afic.

## Fonctionnement
Pendant 12 à 18 mois, le mentoré bénéficie de rendez-vous mensuels avec son mentor, du suivi régulier de l’IME et d’ateliers portant sur des thématiques de croissance. 
L’IME, qui assure la mise en relation entre mentors et mentorés, est garant de la pérennité du programme mentoral et du respect des engagements initialement acceptés.

## Chiffres
Lancé en 2008, l'IME affirme que plus de 1 000 emplois ont été créés par les entreprises mentorées, avec une croissance moyenne globale de plus de 30 %, et une croissance de leur effectif de 40 % :
- 6 promotions lancées
- 106 entreprises mentorées
- 67 mentors
- 99 % d’entreprises en activité
- 1094 emplois créés (chiffres 2011)
- croissance globale des effectifs +35% (chiffres 2011)
- croissance globale du CA + 40% (chiffres 2011)